# Батак (град)
Батак (буг. Батак) град је у Републици Бугарској, у средишњем делу земље. Град са околним селима чини истоимену општину Батак у оквиру Пазарџичке области.
Батак је познат као место Батачког покоља 1876. године, највећег покоља Бугара од стране турске војске током раздобља ослобођења Бугара од вишевековне османске владавине и успостављања засебне државе.

## Географија
Град Батак се налази у средишњем делу Бугарске. Од главног града Софије град је удаљен 150 km југоисточно, а од обласног средишта, града Пазарџика, 35 km јужно.
Град се сместио на приближно 1.030 м надморске висине, у области средишњих Родопа, па је Батак један од највиших градова у држави. знад града се издиже Баташка планина. Кроз град протиче Стара река.
Клима у граду је оштра континентална са утицајем планинске климе због велике надморске висине.

## Историја
Окружење Батака је насељено још у време Трачана. Касније тога овим простором владају стари Рим, Византија, средњовековна Бугарска, Османско царство.
Турци Османлије освајају област Батака крајем 14. века. Вишевековна турска владавина завршила се крваво. Град је био место батачког покоља 1876. године, највећег покоља Бугара од стране турске војске током раздобља ослобођења Бугара од вишевековне османске владавине и успостављања засебне државе. Батак је коначно припојен Бугарској 1885. године.
Насеље је проглашено градом 1963. године.

## Становништво
По проценама из 2010. године град Батак имао је око 3.500 становника. Већина градског становништва су етнички Бугари. Остатак су махом Роми. Последњих 20-ак година град губи становништво због удаљености од главних токова развоја у држави.
Већинска вероисповест становништва је православна.

## Галерија
- „Нова” православна црква
- „Стара” православна црква, посвећена Св. Недељи
- Балинова кућа